# Aiouea impressa
Aiouea impressa är en lagerväxtart som först beskrevs av Carl Daniel Friedrich Meisner, och fick sitt nu gällande namn av André Joseph Guillaume Henri Kostermans. Aiouea impressa ingår i släktet Aiouea och familjen lagerväxter. Inga underarter finns listade i Catalogue of Life.